# 러키☆스타 (소설)
《러키☆스타》는 요시미즈 카가미의 4컷 만화작품 《러키☆스타》를 원작으로 한 타케이 토오카(竹井10日)의 라이트 노벨 작품이다. 카도카와 스니커즈 문고에서 기간 2권, 삽화는 각 권 모두 원작자인 요시미즈 카가미가 그렸다.
등장 인물의 기본 설정에 대해서는, 러키☆스타의 등장인물을 참조.

## 러키☆스타 살인사건
2007년 9월 초판 ISBN ISBN 9784044712037
만화나 애니메이션 본편과는 달리, 카가미가 주인공이다(표지에는 코나타의 탐정 모습이, '요시미즈 카가미 메시지☆ 파트'에는 츠카사가 돋보기를 들여다보며 '수수께끼는 모두 풀렸다'라고 하고 있는 모습이 각각 그려져 있다).
코나타가 이야기 초반 '1권'에서 문고판 소설 1권 분량,  및 '2권'에서 문고판 소설 20권 분량의 이야기를 했다며 '1권', '2권' 다음이 '22권'으로 진행하는 점이 특이하다. 이후는 22권의 1장, 2장... 형식으로 진행한다.
트릭이나 결말 등은 개그계의 추리소설에서는 오래된 것을 사용하였다.
만화판을 원작으로 하고 있지만, 코나타가 애니메이션판의 엔딩의 3번째 노래가 'に'로 시작되는 프로그램의 곡(《닌자 캡터》 등)이 아니었던 것에 대해 실망한다(3번째 노래가 《닌자 캡터》라면 '쿄(쿄다인)' '아(아크마이저 3)' '니(닌자 캡터)'(교토 애니메이션의 약칭, 쿄아니)가 된다) 등 애니메이션판과의 관련도 다룬다(또 《러키☆채널》 소설 출장판도 수록되었다).
작중 가끔 저자의 다른 작품(PC게임·소설) 등의 소개(간접광고)가 들어가 있어 카가미와 츠카사가 에로게를 플레이하는 장면이 있다.

### 스토리
평상시와 같은 일상. 그러나 길게 계속 된 그것은 아키하바라에 방문한 어느 전환기에 의해서 변화를 보인다.
이와사키 미나미의 살해, 그리고, 그것으로부터 연속 살인이 시작되었다.
카가미 일행은 사건의 수사에 나서지만, 거기에는 충격의 진실이 숨겨져 있었다…

## 러키☆스타 온라인
2008년 3월 초판 ISBN ISBN 9784044712044
전작과 마찬가지로 작중 가끔 저자의 다른 작품(PC게임·소설)등의 소개가 들어갔다.
텔레비전 애니메이션이나, PS2판 게임 《러키☆스타 ~료오학원 앵등제~》와 패러렐 관계가 된다.
표지의 직업은 코나타, 히이라기 자매, 미유키 이외를 보면 모두 적절한 직업. 또한 각 장의 끝마다 등장 캐릭터의 스테이터스와 일러스트가 그려져 있지만 이와사키 미나미만 생략되었다.

### 스토리
문화제 주제에 대해 고민하다 지친 료오학원 학생들, 거기서 쿠로이 선생님은 온라인 게임에 의한 대전에서 결판을 내려 한다. 그리고 료오학원생 전원을 둘러싼 온라인 게임이 시작되었다.

## 같이 보기
- 포케로리